# Kate Mosse

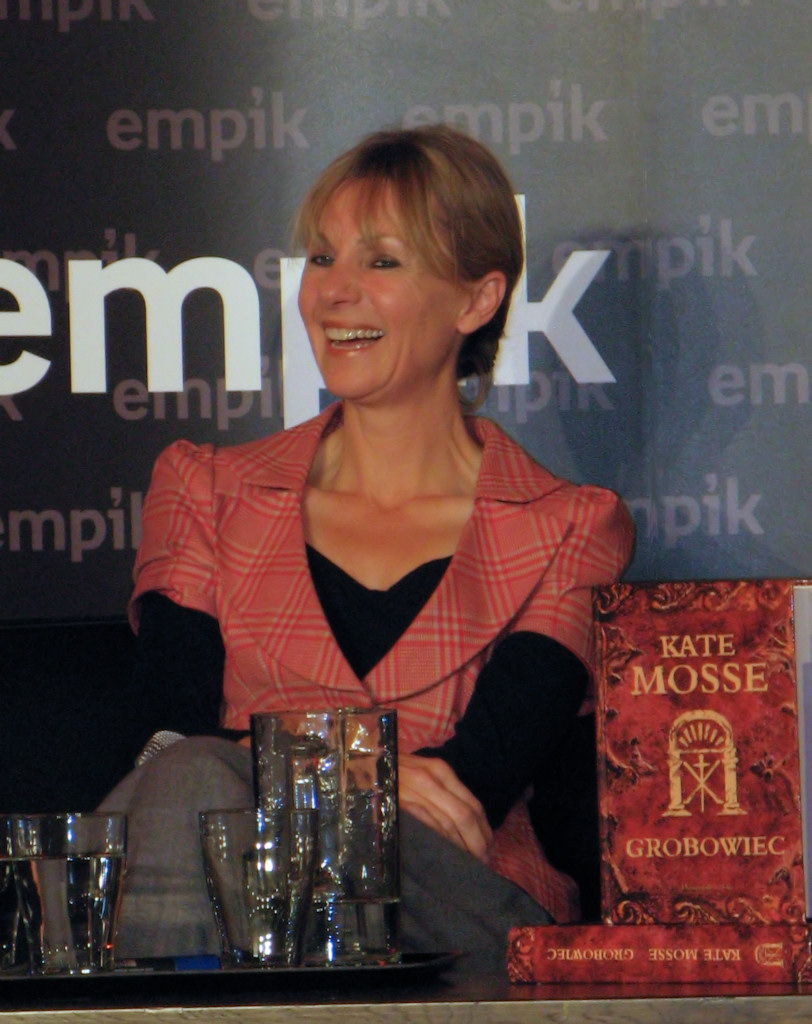
Kate Mosse (2008)

Kate Mosse (CBE) (* 20. Oktober 1961 bei Chichester, England) ist eine britische Schriftstellerin und Fernsehmoderatorin.

## Leben
Mosse präsentiert für den Kulturkanal der BBC eine regelmäßige Büchersendung. 1996 gehörte sie zu den Gründerinnen des Orange Prize for Fiction, mit dem seither jährlich Autorinnen ausgezeichnet werden. Sie schreibt zudem Kurzgeschichten, Zeitungsartikel und Sachbücher.
1996 veröffentlichte Mosse ihren ersten Roman, Eskimo Kissing, über eine junge, adoptierte Frau auf der Suche nach ihrer Abstammung. 1998 folgte der Zeitreisen-Thriller Crucifix Lane. 2005 landete sie einen internationalen Erfolg mit Labyrinth (dt.: Das verlorene Labyrinth), einer im Mittelalter und in der Gegenwart spielenden archäologischen Detektivgeschichte. 2012 war sie als Drehbuchautorin an der Verfilmung Das verlorene Labyrinth beteiligt.
Mosse lebt mit ihrem Ehemann und zwei Kindern in West Sussex und Carcassonne.

## Ehrungen und Auszeichnungen
- 2013: Commander des Order of the British Empire (CBE).

## Werke
- Eskimo kissing. Hodder & Stoughton, London 1996, ISBN 0-340-64950-X.
- Crucific Lane. Hodder & Stoughton, London 1998, ISBN 0-340-69291-X.
- Wintergeister („Winter Ghosts“). Droemer Knaur Verlag, München 2010, ISBN 978-3-426-19890-2.
- The Mistletoe Bride & Other Haunting Tales. Orion, 2013, ISBN 978-1-4091-4804-3. Sammlung von Kurzgeschichten

Languedoc-Trilogie
- Das verlorene Labyrinth („Labyrinth“). Droemer Knaur Verlag, München 2006, ISBN 3-426-63161-X.
  - Das verlorene Labyrinth. Hörbuch („Labyrinth“). Argon-Verlag, Berlin 2009, ISBN 978-3-86610-945-2 (1 CD; gelesen von Julia Fischer).
- Die achte Karte („Sepulchre“). Droemer Knaur Verlag, München 2008, ISBN 3-426-19661-1.
  - Die achte Karte. Hörbuch („Sepulchre“).  Gekürzte Fassung. Argon-Verlag, Berlin 2008, ISBN 978-3-86610-570-6 (8 CDs, gelesen von Tanja Geke).
- Die Frauen von Carcassonne („Citadel“). Droemer Knaur Verlag, München 2014, ISBN 978-3-426-28103-1.